# Campeonato Sul-Americano de Ginástica Rítmica de 2022
O Campeonato Sul-Americano de Ginástica Rítmica de 2022 foi realizado em Paipa, na Colômbia, de 28 de novembro a 5 de dezembro de 2022. A competição foi organizada pela Federação Colombiana de Ginástica e aprovada pela Federação Internacional de Ginástica.

### Medalhistas

#### Sênior
| Evento                     | Ouro | Prata | Bronze |
| -------------------------- | --- | --- | --- |
| Equipes                    | Brasil · Bárbara Domingos · Andressa Jardim · Viviane Miranda · Geovanna Santos | Argentina · Celeste D'Arcángelo · Martina Gil · Lara Granero · Agostina Vargas Re | Colômbia · Vanessa Galindo · Nathalia Hurtado · Oriana Viñas |
| Individual geral           | Bárbara Domingos (BRA) | Geovanna Santos (BRA) | Celeste D'Arcángelo (ARG) |
| Arco                       | Geovanna Santos (BRA) | Oriana Viñas (COL) | Javiera Rubilar (CHI) |
| Bola                       | Bárbara Domingos (BRA) | Celeste D'Arcángelo (ARG) | Martina Gil (ARG) |
| Maças                      | Celeste D'Arcángelo (ARG) | Bárbara Domingos (BRA) | Geovanna Santos (BRA) |
| Fita                       | Geovanna Santos (BRA) | Celeste D'Arcángelo (ARG) | Bárbara Domingos (BRA) |
| Conjunto geral             | Brasil · Maria Eduarda Arakaki · Victória Borges · Bárbara Galvão · Sofia Madeira · Giovanna Oliveira · Nicole Pírcio                                                                          | Argentina · Milagros Centeno · Evangelina Cordier · Karema Jara · Agustina Luján · Ludmila Miravet · Macarena Rodríguez                                                                         | Colômbia · Lorena Duarte · Paula Flechas · Natalia Jiménez · Adriana Mantilla · Kizzy Rivas · Isabella Salazar                                                     |
| Conjunto 5 arcos           | Brasil · Maria Eduarda Arakaki · Victória Borges · Bárbara Galvão · Sofia Madeira · Giovanna Oliveira · Nicole Pírcio                                                                          | Chile · Valentina Cuello · Martina Inostroza · Isabel Lozano · Josefina Romero · Anneli Sepúlveda                                                                                               | Argentina · Milagros Centeno · Evangelina Cordier · Karema Jara · Agustina Luján · Ludmila Miravet · Macarena Rodríguez                                            |
| Conjunto 3 fitas + 2 bolas | Brasil · Maria Eduarda Arakaki · Victória Borges · Bárbara Galvão · Sofia Madeira · Giovanna Oliveira · Nicole Pírcio                                                                          | Argentina · Milagros Centeno · Evangelina Cordier · Karema Jara · Agustina Luján · Ludmila Miravet · Macarena Rodríguez                                                                         | Colômbia · Lorena Duarte · Paula Flechas · Natalia Jiménez · Adriana Mantilla · Kizzy Rivas · Isabella Salazar                                                     |
| Campeãs gerais por equipes | Brasil · Bárbara Domingos · Andressa Jardim · Viviane Miranda · Geovanna Santos · Maria Eduarda Arakaki · Victória Borges · Bárbara Galvão · Sofia Madeira · Giovanna Oliveira · Nicole Pírcio | Argentina · Celeste D'Arcángelo · Martina Gil · Lara Granero · Agostina Vargas Re · Milagros Centeno · Evangelina Cordier · Karema Jara · Agustina Luján · Ludmila Miravet · Macarena Rodríguez | Colômbia · Vanessa Galindo · Nathalia Hurtado · Oriana Viñas · Lorena Duarte · Paula Flechas · Natalia Jiménez · Adriana Mantilla · Kizzy Rivas · Isabella Salazar |

### Juvenil
| Evento                     | Ouro | Prata | Bronze |
| -------------------------- | --- | --- | --- |
| Equipes                    | Brasil · Maria Eduarda Alexandre · Isadora Carnielli · Keila Santos | Colômbia · Maria Bedoya · Helena Londoño · Olivia Medina · Laura Patiño | Venezuela · Jimena Dominguez · Maria Victoria Escobar · Gabriela Rodríguez |
| Individual geral           | Maria Eduarda Alexandre (BRA) | Isadora Carnielli (BRA) | Olivia Medina (COL) |
| Arco                       | Maria Eduarda Alexandre (BRA) | Isadora Carnielli (BRA) | Olivia Medina (COL) |
| Bola                       | Maria Eduarda Alexandre (BRA) | Keila Santos (BRA) | Ana Laura Acosta (ARG) |
| Maças                      | Maria Eduarda Alexandre (BRA) | Isadora Carnielli (BRA) | Ana Laura Acosta (ARG) |
| Fita                       | Maria Eduarda Alexandre (BRA) | Gabriela Rodríguez (VEN) | Isadora Carnielli (BRA) |
| Conjunto geral             | Brasil · Isadora Beduschi · Maria Paula Caminha · Laura Gamboa · Yumi Moriyama · Lavinia Silvério · Ana Luiza Souza                                                              | Argentina · Lara Aimeri · Lucia Arrascaeta · Lucia González · Morena Martinengo · Victoria Torres                                                                             | Colômbia · Geraldine Castaño · María del Mar Quiroga · Salome Jiménez · Mariana Joyas · Luciana Lombana · Isabella Rengifo                                                                |
| Conjunto 5 cordas          | Brasil · Isadora Beduschi · Maria Paula Caminha · Laura Gamboa · Yumi Moriyama · Lavinia Silvério · Ana Luiza Souza                                                              | Chile · Sofía Delgado · Amanda Depaux · Belén Diaz · Leonor Fuente-Alba · Karime Meneses                                                                                      | Argentina · Lara Aimeri · Lucia Arrascaeta · Lucia González · Morena Martinengo · Victoria Torres                                                                                         |
| Conjunto 5 bolas           | Brasil · Isadora Beduschi · Maria Paula Caminha · Laura Gamboa · Yumi Moriyama · Lavinia Silvério · Ana Luiza Souza                                                              | Argentina · Lara Aimeri · Lucia Arrascaeta · Lucia González · Morena Martinengo · Victoria Torres                                                                             | Colômbia · Geraldine Castaño · María del Mar Quiroga · Salome Jiménez · Mariana Joyas · Luciana Lombana · Isabella Rengifo                                                                |
| Campeãs gerais por equipes | Brasil · Maria Eduarda Alexandre · Isadora Carnielli · Keila Santos · Isadora Beduschi · Maria Paula Caminha · Laura Gamboa · Yumi Moriyama · Lavinia Silvério · Ana Luiza Souza | Argentina · Ana Laura Acosta · Camila Adoue · Maria Victoria Cantale · Pilar Cattaneo · Lara Aimeri · Lucia Arrascaeta · Lucia González · Morena Martinengo · Victoria Torres | Colômbia · Maria Bedoya · Helena Londoño · Olivia Medina · Laura Patiño · Geraldine Castaño · María del Mar Quiroga · Salome Jiménez · Mariana Joyas · Luciana Lombana · Isabella Rengifo |

## Quadro de medalhas

### Sênior
*   país anfitrião (Colômbia)
| Pos.               | País               | Ouro | Prata | Bronze | Total |
| ------------------ | ------------------ | ---- | ----- | ------ | ----- |
| 1                  | Brasil             | 9    | 2     | 2      | 13    |
| 2                  | Argentina          | 1    | 6     | 3      | 10    |
| 3                  | Colômbia           | 0    | 1     | 4      | 5     |
| 4                  | Chile              | 0    | 1     | 1      | 2     |
| Total (4 entradas) | Total (4 entradas) | 10   | 10    | 10     | 30    |

### Juvenil
*   país anfitrião (Colômbia)
| Pos.               | País               | Ouro | Prata | Bronze | Total |
| ------------------ | ------------------ | ---- | ----- | ------ | ----- |
| 1                  | Brasil             | 10   | 4     | 1      | 15    |
| 2                  | Argentina          | 0    | 3     | 3      | 6     |
| 3                  | Colômbia           | 0    | 1     | 5      | 6     |
| 4                  | Venezuela          | 0    | 1     | 1      | 2     |
| 5                  | Chile              | 0    | 1     | 0      | 1     |
| Total (5 entradas) | Total (5 entradas) | 10   | 10    | 10     | 30    |

### Geral
*   país anfitrião (Colômbia)
| Pos.               | País               | Ouro | Prata | Bronze | Total |
| ------------------ | ------------------ | ---- | ----- | ------ | ----- |
| 1                  | Brasil             | 19   | 6     | 3      | 28    |
| 2                  | Argentina          | 1    | 9     | 6      | 16    |
| 3                  | Colômbia           | 0    | 2     | 9      | 11    |
| 4                  | Chile              | 0    | 2     | 1      | 3     |
| 5                  | Venezuela          | 0    | 1     | 1      | 2     |
| Total (5 entradas) | Total (5 entradas) | 20   | 20    | 20     | 60    |

## Nações participantes
- Argentina
- Bolívia
- Brasil
- Chile
- Colômbia
- Equador
- Peru
- Venezuela